# Copris fallaciosus
Copris fallaciosus là một loài bọ cánh cứng trong họ Bọ hung (Scarabaeidae).